# Anyphaena quadricornuta
Anyphaena quadricornuta är en spindelart som beskrevs av Kraus 1955. Anyphaena quadricornuta ingår i släktet Anyphaena och familjen spökspindlar.
Artens utbredningsområde är El Salvador. Inga underarter finns listade i Catalogue of Life.